# Internationella Afrikasällskapet

Internationella Afrikasällskapets flagga

Internationella Afrikasällskapet (franska: Association internationale africaine) var en organisation bildad vid 1876 års geografiska konferens i Bryssel. Sällskapet skulle organisera filantropiska humanitära och handelsfrämjande uppdrag i Centralafrika och fick stöd av inflytelserika bankirer, kungligheter och andra förmögna européer. Sällskapet skulle också fungera som ett forum där de deltagande länderna skulle dela information från sina upptäckter i Afrika. I praktiken fungerade Internationella Afrikasällskapet som en bulvan för Leopold av Belgiens kolonialimperialistiska planer för Kongobäckenet.

## Historia
Nationella kommittéer upprättades i varje land som deltog i projektet. Som sällskapets ordförande valdes kung Leopold II av Belgien som också var den som hade anordnat konferensen. Trots att han hade lovat att endast sitta på ordförandeposten i ett år valdes han om året därpå. 1877 hölls även sällskapets enda internationella sammanträde, där en expedition från Zanzibar västerut genom Östafrika planerades. Den amerikanska utforskaren Henry Morton Stanley fick samtidigt i uppdrag att kartlägga områdena längs Kongofloden i Centralafrika.
Efter 1877 upphörde snabbt sällskapets verksamhet och nationella särintressen förhindrade informationsdelning mellan de olika länderna med koloniala intressen på den afrikanska kontinenten. Året därpå, 1878, bildades Kommittén för studier av Övre Kongo (franska: Comité d’études du Haut-Congo) som betalade för Stanleys expedition längs Kongofloden. Kommittén var indirekt majoritetsägt av Leopold II. År 1879 löstes Internationella Afrikasällskapet upp men dess aktiviteter och intressen övertogs av det nybildade Internationella Kongosällskapet som under Berlinkonferensen 1884-85 skulle erkännas som Kongos legala regering.